# 파나마 요리

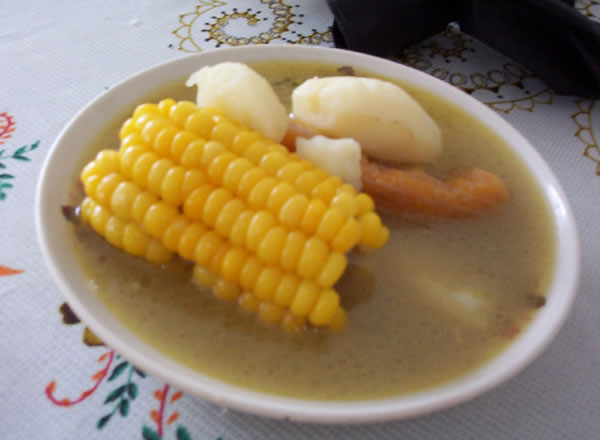
상코초

파나마 요리(Panama 料理, 스페인어: cocina panameña 코시나 파나메냐[*])는 중앙아메리카에 있는 파나마의 요리이다. 파나마는 아메리카 대륙의 중앙에 위치하여 남아메리카와 북아메리카를 가르는 요충지이다. 또한 적도에 위치하여 자연의 요리 재료가 많다. 그리하여 파나마 사람들은 자연스럽게 열대 과일과 채소, 약초 등이 어우러진 독특한 요리를 창조해냈다.
파나마에는 히스패닉 인구가 많기 때문에 이들의 요리가 토착 주민들의 요리와 많이 어우러져 있으며 원주민과 유럽 인종, 아프리카식 요리도 상당수 분포하기 때문에 큰 잎에 담긴 요리를 먹는 풍경을 볼 수 있다. 최근에는 중국 요리가 많이 유입되어 파나마 요리에 많은 영향을 주고 있다.

## 주요리

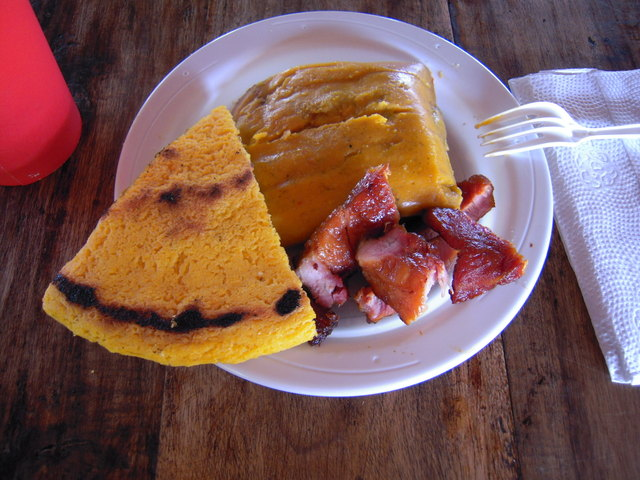

- 아로스 콘 구안두
- 아로스 콘 포요
- 산코초
- 과초
- 몬돈고 아 라 쿠로나
- 로파 비에하
- 타말레스

## 후식
- 보카도 데 라 레이나
- 카반가
- 후에비토스 데 레체
- 만하르
- 코카다스
- 페세다 데 난세

## 음료
- 치체메
- 레스발라데라
- 론 폰체

## 같이 보기
- 라틴 아메리카 요리
- 중앙아메리카 요리